# Anna Silvetti
María Lorena Anna Silvia Silvetti Riera (Barcelona, 17 de mayo de 1957), conocida como Anna Silvetti, es una actriz española que ha actuado en teatro, cine y televisión,  radicada en Miami, donde además incursiona en el doblaje, la cual es conocida por ser la voz en español de Wanda de la serie animada Los padrinos mágicos.
Es hija del  compositor argentino Bebu Silvetti y de la letrista hispano-francesa Sylvia Riera. 
Desde septiembre de 2013 esta retirada del doblaje.

## Filmografía

### Telenovelas
- Voltea pa' que te enamores (2014) — Directora de escena
- Cosita linda (2014) — Consuelo Pérez
- Rosario (2013) — Caridad Chávez
- Eva Luna (2010-2011) — Renata Valdez
- Amor comprado (2007-2008) — Morgana de la Fuente
- El cuerpo del deseo (2005-2006) — Abigaíl Domínguez
- Rebeca (2003) — Dionisia Pérez
- Secreto de amor (2001-2002) — Victoria Vda. de Viloria
- La mujer de mi vida (1998-1999) — Ricarda Thompson
- Pueblo chico, infierno grande  (1997) — Cleotilde Ruan, viuda de Morales
- Para toda la vida (1996) — Flora Valderomos
- Agujetas de color de rosa (1994-1995) — Isaura
- Buscando el paraíso (1993-1994) — Carmelita
- De frente al sol (1992) — Noemí Serrano
- Amor de nadie (1990-1991) — Nancy
- Morir para vivir (1989) — Mercedes Guzmán
- El pecado de Oyuki (1988) — Eliane Rohmer
- Rosa Salvaje (1987-1988) — Eva
- La gloria y el infierno (1986) — Adriana
- La pasión de Isabela (1984-1985) — Regina Hernández Gallardo
- Vivir enamorada (1982) — Adriana

### Series de TV
- Más allá de ti (2023) — Jueza Palmer[3]
- Al filo de la Ley (2000)
- Mujer, casos de la vida real (1990) — Claudia (episodio "Obscuridad")

### Películas
- Tú decides sobre el sida (1990)
- Algo se ha roto (1990)
- Crónica de familia (1986) — Adriana
- Veneno para las hadas (1984)

## Teatro
- El color del deseo de Nilo Cruz (2015) — Carolyne
- La belleza del padre de Nilo Cruz (2015) — Paquita
- El principio de Arquímedes de Josep María Miró (2015) — Directora
- Puentes y paisajes de Ramón Caudet (2015) — Elena

## Doblaje

### Series animadas
- Los padrinos mágicos - Wanda, Anti-Wanda (hasta la temporada 9), Blonda, Vicky (temp. 6 ep. 93, un loop), voces adicionales
- South Park - Sharon Marsh (5.ª-16.ª temporada) / Sheila Broflovski (4.ª-16.ª temporada) / Alcaldesa McDaniels (13.ª: 1 cap.) / Voces adicionales

### Películas
- A Fairly Odd Christmas - Wanda
- A Fairly Odd Movie: Grow Up, Timmy Turner! - Wanda (versión CGI)
- A Fairly Odd Movie: Grow Up, Timmy Turner! - Wanda (Cheryl Hines)
- Stroke of Midnight / If the Shoe Fits - Wanda (Andréa Ferréol)
- Monster - Aileen Wuornos (Charlize Theron)

## Premios y nominaciones

### Premios TVyNovelas
| Año  | Categoría                 | Telenovela           | Resultado |
| ---- | ------------------------- | -------------------- | --------- |
| 1993 | Mejor villana             | De frente al sol     | Nominada  |
| 1985 | Mejor revelación femenina | La pasión de Isabela | Ganadora  |

### Miami Life Awards
| Año  | Categoría                          | Telenovela           | Resultado |
| ---- | ---------------------------------- | -------------------- | --------- |
| 2015 | Mejor primera actriz de telenovela | Cosita linda         | Ganadora  |
| 2015 | Mejor actriz principal de teatro   | Freno de mano        | Nominada  |
| 2015 | Mejor actriz principal de teatro   | La belleza del padre | Ganadora  |